# Gabriel Busanello
Gabriel Dal Toé Busanello, genannt Gabriel Busanello (* 29. Oktober 1998 in Frederico Westphalen, RS), ist ein brasilianischer Fußballspieler. Er steht seit Januar 2023 bei Malmö FF unter Vertrag.

## Erfolge
União Frederiquense
- Copa Serrana: 2015

Chapecoense
- Staatsmeisterschaft von Santa Catarina: 2017, 2020
- Série B: 2020

Pelotas
- Copa FGF: 2019
- Recopa Gaúcha: 2020

Malmö FF
- Schwedischer Meister: 2024
- Schwedischer Pokalsieger: 2024